# Olympische Sommerspiele 1996/Leichtathletik – 400 m (Frauen)

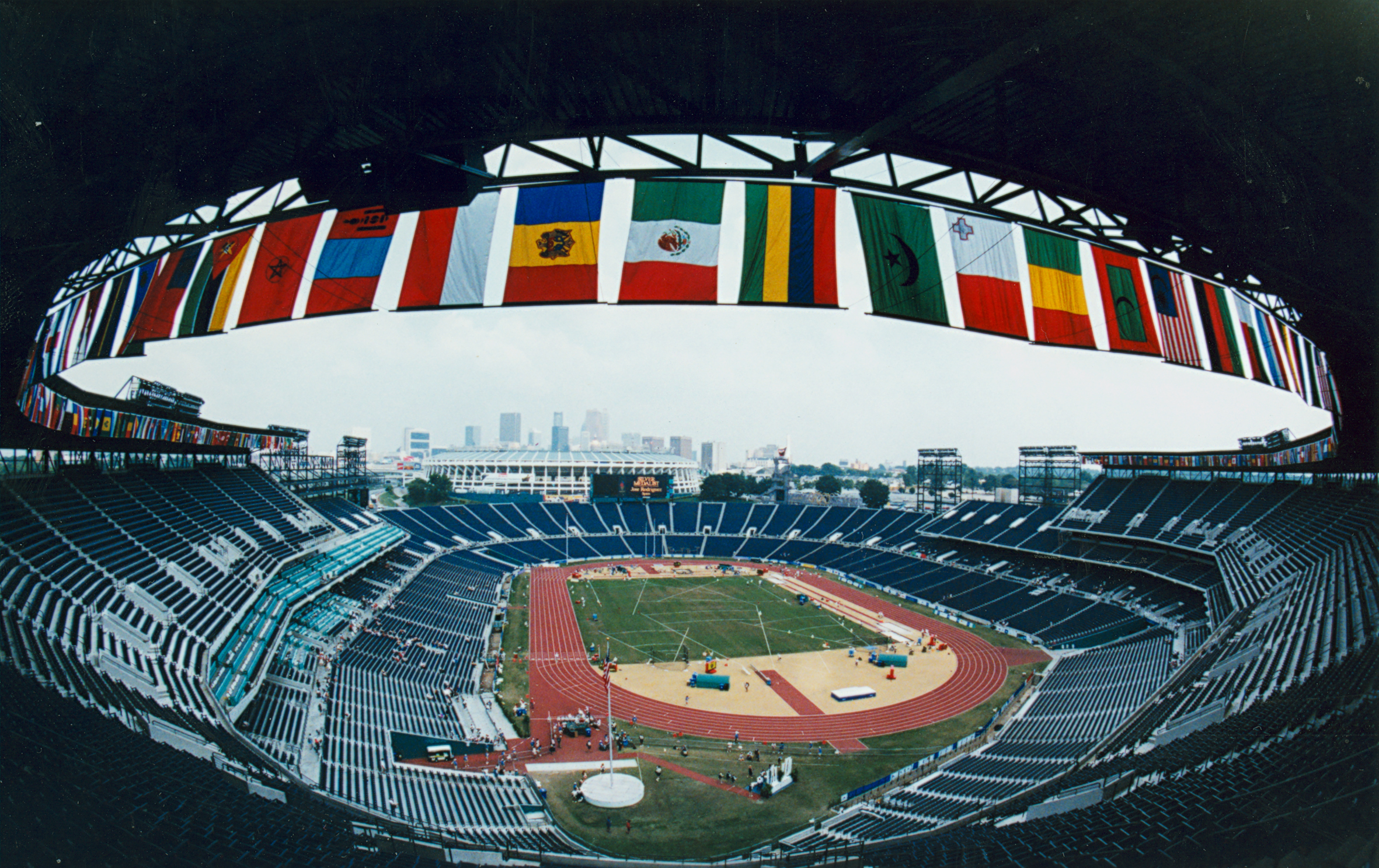
Das Centennial Olympic Stadium von Atlanta im Jahr 1996

Der 400-Meter-Lauf der Frauen bei den Olympischen Spielen 1996 in Atlanta wurde am 26., 27., 28. und 29. Juli 1996 im Centennial Olympic Stadium ausgetragen. 49 Athletinnen nahmen teil.
Olympiasiegerin wurde die Französin Marie-José Pérec. Sie gewann vor der Australierin Cathy Freeman und der Nigerianerin Falilat Ogunkoya.
Für Deutschland startete Grit Breuer, die das Finale erreichte und dort Rang acht belegte.

Die Schweizerin Corinne Simasotchi scheiterte in der Vorrunde.

Athletinnen aus Österreich und Liechtenstein nahmen nicht teil.

## Aktuelle Titelträgerinnen
| Olympiasiegerin 1992                      | Marie-José Pérec ( Frankreich)       | 48,83 s | Barcelona 1992       |
| Weltmeisterin 1995                        | Marie-José Pérec ( Frankreich)       | 49,28 s | Göteborg 1995        |
| Europameisterin 1994                      | Marie-José Pérec ( Frankreich)       | 50,33 s | Helsinki 1994        |
| Panamerikanische Meisterin 1995           | Julia Duporty ( Kuba)                | 50,77 s | Mar del Plata 1995   |
| Zentralamerika und Karibik-Meisterin 1995 | Idalmis Bonne ( Kuba)                | 50,95 s | Guatemala-Stadt 1995 |
| Südamerika-Meisterin 1995                 | Ximena Restrepo ( Kolumbien)         | 51,93 s | Manaus 1995          |
| Asienmeisterin 1995                       | Zhang Hengyun ( Volksrepublik China) | 52,06 s | Jakarta 1995         |
| Afrikameisterin 1996                      | Saidat Onanuga ( Nigeria)            | 52,85 s | Yaoundé 1996         |
| Ozeanienmeisterin 1994                    | Mary-Estelle Kapalu ( Vanuatu)       | 55,72 s | Auckland 1994        |

## Rekorde

### Bestehende Rekorde
| Weltrekord         | 47,80 s | Marita Koch ( DDR)           | Canberra, Australien      | 6. Oktober 1985    |
| Olympischer Rekord | 48,65 s | Olha Bryshina ( Sowjetunion) | Finale OS Seoul, Südkorea | 26. September 1988 |

### Rekordverbesserung
Die französische Olympiasiegerin Marie-José Pérec verbesserte den bestehenden olympischen Rekord im Finale am 29. Juli um genau vier Zehntelsekunden auf 48,25 s. Damit verfehlte sie den Weltrekord um 45 Hundertstelsekunden.

## Vorrunde
Datum: 26. Juli 1996
Die Athletinnen traten zu insgesamt sieben Vorläufen an. Für das Viertelfinale qualifizierten sich pro Lauf die ersten vier Sportlerinnen. Darüber hinaus kamen die vier Zeitschnellsten, die sogenannten Lucky Loser, weiter. Die direkt qualifizierten Läuferinnen sind hellblau, die Lucky Loser hellgrün unterlegt.

### Vorlauf 1
12:00 Uhr
Ahamada Haoulata war zusammen mit ihren Mannschaftskameraden Hassan Abdou und Mohamed Bakar eine der ersten Teilnehmerinnen der Komoren bei Olympischen Spielen.
| Platz | Name                   | Nation         | Zeit        |
| ----- | ---------------------- | -------------- | ----------- |
| 1     | Pauline Davis          | Bahamas        | 51,00 s     |
| 2     | Swetlana Gontscharenko | Russland       | 51,07 s     |
| 3     | Phylis Smith           | Großbritannien | 51,29 s     |
| 4     | Renée Poetschka        | Australien     | 51,55 s     |
| 5     | Theodora Kyriakou      | Zypern         | 52,09 s     |
| 6     | Grace Birungi          | Uganda         | 53,12 s     |
| 7     | Ahamada Haoulata       | Komoren        | 1:03,44 min |

### Vorlauf 2
12:06 Uhr
Jana Manujlowa war eine der ersten Leichtathletinnen aus der Ukraine, die für die Ukraine bei Olympischen Spielen antraten.
| Platz | Name              | Nation                       | Zeit    |
| ----- | ----------------- | ---------------------------- | ------- |
| 1     | Maicel Malone     | USA                          | 51,28 s |
| 2     | Juliet Campbell   | Jamaika                      | 51,57 s |
| 3     | Grace-Ann Dinkins | Liberia                      | 51,83 s |
| 4     | Olga Kotljarowa   | Russland                     | 51,90 s |
| 5     | Hana Benešová     | Tschechien                   | 52,28 s |
| 6     | Jana Manujlowa    | Ukraine                      | 52,51 s |
| 7     | Ameerah Bello     | Amerikanische Jungferninseln | 53,40 s |

### Vorlauf 3
12:12 Uhr
| Platz | Name             | Nation         | Zeit    |
| ----- | ---------------- | -------------- | ------- |
| 1     | Kim Graham       | USA            | 51,70 s |
| 2     | Helena Fuchsová  | Tschechien     | 51,71 s |
| 3     | Fatima Yusuf     | Nigeria        | 52,25 s |
| 4     | Lee Naylor       | Australien     | 52,53 s |
| 5     | Olena Rurak      | Ukraine        | 52,92 s |
| 6     | Marina Živković  | BR Jugoslawien | 53,10 s |
| 7     | Melrose Mansaray | Sierra Leone   | 54,37 s |

### Vorlauf 4
12:18 Uhr
| Platz | Name               | Nation     | Zeit    |
| ----- | ------------------ | ---------- | ------- |
| 1     | Virna De Angeli    | Italien    | 51,68 s |
| 2     | Sandie Richards    | Jamaika    | 51,79 s |
| 3     | Marie-José Pérec   | Frankreich | 51,82 s |
| 4     | LaDonna Antoine    | Kanada     | 51,99 s |
| 5     | Ngozi Mwanamwambwa | Sambia     | 54,12 s |
| 6     | Mercy Addy         | Ghana      | 54,92 s |
| DNF   | Ximena Restrepo    | Kolumbien  |         |

### Vorlauf 5
12:24 Uhr
| Platz | Name                      | Nation              | Zeit    |
| ----- | ------------------------- | ------------------- | ------- |
| 1     | Jearl Miles               | USA                 | 51,96 s |
| 2     | Grit Breuer               | Deutschland         | 52,20 s |
| 3     | Merlene Frazer            | Jamaika             | 52,20 s |
| 4     | Maria Magnólia Figueiredo | Brasilien           | 52,41 s |
| 5     | Diane Francis             | St. Kitts und Nevis | 52,48 s |
| 6     | Melissa Straker           | Barbados            | 52,92 s |
| 7     | Guilhermina da Cruz       | Angola              | 55,42 s |

### Vorlauf 6
12:30 Uhr
Swetlana Bodrizkaja war eine der ersten Leichtathletinnen aus Kasachstan, die für Kasachstan an Olympischen Spielen teilnahmen.
| Platz | Name                | Nation              | Zeit        |
| ----- | ------------------- | ------------------- | ----------- |
| 1     | Sandra Myers        | Spanien             | 52,54 s     |
| 2     | Falilat Ogunkoya    | Nigeria             | 52,65 s     |
| 3     | Donna Fraser        | Großbritannien      | 52,78 s     |
| 4     | Naděžda Koštovalová | Tschechien          | 53,03 s     |
| 5     | Swetlana Bodrizkaja | Kasachstan          | 53,24 s     |
| 6     | Du Xiujie           | Volksrepublik China | 53,95 s     |
| 7     | Arely Franco        | El Salvador         | 1:01,38 min |

### Vorlauf 7
12:36 Uhr
Hanna Kosak war eine der ersten Leichtathletinnen, die für Belarus an Olympischen Spielen teilnahmen.
| Platz | Name               | Nation                       | Zeit    |
| ----- | ------------------ | ---------------------------- | ------- |
| 1     | Olabisi Afolabi    | Nigeria                      | 51,80 s |
| 2     | Cathy Freeman      | Australien                   | 51,99 s |
| 3     | Hanna Kosak        | Belarus                      | 52,39 s |
| 4     | Patrizia Spuri     | Italien                      | 52,45 s |
| 5     | Zoila Stewart      | Costa Rica                   | 52,66 s |
| 6     | Corinne Simasotchi | Schweiz                      | 53,69 s |
| 7     | Denise Ouabangui   | Zentralafrikanische Republik | 55,74 s |

## Viertelfinale
Datum: 27. Juli 1996
Aus den vier Viertelfinalläufen qualifizierten sich pro Lauf die ersten vier Athletinnen für das Halbfinale (hellblau unterlegt).

### Lauf 1

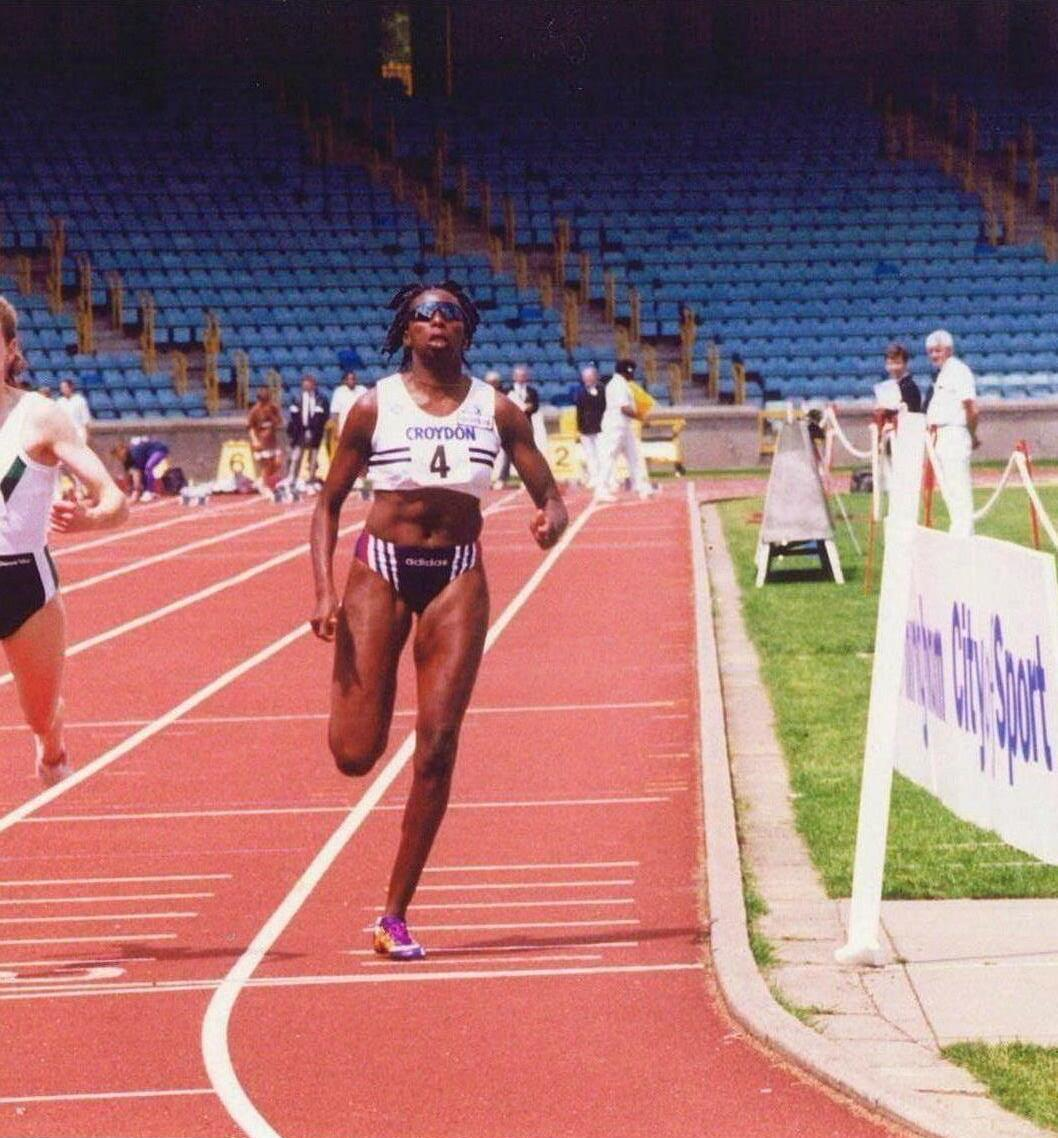
Donna Fraser – ausgeschieden als Siebte des ersten Viertelfinals

11:00 Uhr
| Platz | Name              | Nation         | Zeit    |
| ----- | ----------------- | -------------- | ------- |
| 1     | Cathy Freeman     | Australien     | 50,43 s |
| 2     | Grit Breuer       | Deutschland    | 50,57 s |
| 3     | Kim Graham        | USA            | 50,96 s |
| 4     | Olabisi Afolabi   | Nigeria        | 51,07 s |
| 5     | Hana Benešová     | Tschechien     | 51,30 s |
| 6     | Olga Kotljarowa   | Russland       | 51,36 s |
| 7     | Donna Fraser      | Großbritannien | 51,58 s |
| 8     | Theodora Kyriakou | Zypern         | 52,26 s |

### Lauf 2
11:06 Uhr
| Platz | Name                      | Nation     | Zeit    |
| ----- | ------------------------- | ---------- | ------- |
| 1     | Marie-José Pérec          | Frankreich | 51,00 s |
| 2     | Pauline Davis             | Bahamas    | 51,08 s |
| 3     | Juliet Campbell           | Jamaika    | 51,17 s |
| 4     | Swetlana Gontscharenko    | Russland   | 51,35 s |
| 5     | Maria Magnólia Figueiredo | Brasilien  | 51,98 s |
| 6     | LaDonna Antoine           | Kanada     | 52,03 s |
| 7     | Grace-Ann Dinkins         | Liberia    | 52,53 s |
| 8     | Jana Manujlowa            | Ukraine    | 52,82 s |

### Lauf 3
11:12 Uhr
| Platz | Name                | Nation              | Zeit    |
| ----- | ------------------- | ------------------- | ------- |
| 1     | Falilat Ogunkoya    | Nigeria             | 50,65 s |
| 2     | Jearl Miles         | USA                 | 50,84 s |
| 3     | Sandie Richards     | Jamaika             | 51,22 s |
| 4     | Renée Poetschka     | Australien          | 51,33 s |
| 5     | Virna De Angeli     | Italien             | 51,77 s |
| 6     | Hanna Kosak         | Belarus             | 52,14 s |
| 7     | Diane Francis       | St. Kitts und Nevis | 52,24 s |
| 8     | Naděžda Koštovalová | Tschechien          | 53,21 s |

### Lauf 4
11:18 Uhr
| Platz | Name            | Nation         | Zeit    |
| ----- | --------------- | -------------- | ------- |
| 1     | Maicel Malone   | USA            | 51,16 s |
| 2     | Fatima Yusuf    | Nigeria        | 51,27 s |
| 3     | Sandra Myers    | Spanien        | 51,53 s |
| 4     | Merlene Frazer  | Jamaika        | 51,57 s |
| 5     | Helena Fuchsová | Tschechien     | 51,70 s |
| 6     | Phylis Smith    | Großbritannien | 52,16 s |
| 7     | Patrizia Spuri  | Italien        | 52,78 s |
| 8     | Lee Naylor      | Australien     | 53,75 s |

## Halbfinale
Datum: 28. Juli 1996
Aus den beiden Halbfinals qualifizierten sich die jeweils ersten vier Läuferinnen für das Finale (hellblau unterlegt).

### Lauf 1
20:10 Uhr
| Platz | Name            | Nation      | Zeit    |
| ----- | --------------- | ----------- | ------- |
| 1     | Cathy Freeman   | Australien  | 50,32 s |
| 2     | Fatima Yusuf    | Nigeria     | 50,36 s |
| 3     | Sandie Richards | Jamaika     | 50,74 s |
| 4     | Grit Breuer     | Deutschland | 50,75 s |
| 5     | Kim Graham      | USA         | 51,13 s |
| 6     | Maicel Malone   | USA         | 51,16 s |
| 7     | Merlene Frazer  | Jamaika     | 51,18 s |
| 8     | Olabisi Afolabi | Nigeria     | 51,40 s |

### Lauf 2
20:20 Uhr
| Platz | Name                   | Nation     | Zeit    |
| ----- | ---------------------- | ---------- | ------- |
| 1     | Marie-José Pérec       | Frankreich | 49,19 s |
| 2     | Falilat Ogunkoya       | Nigeria    | 49,57 s |
| 3     | Pauline Davis          | Bahamas    | 49,85 s |
| 4     | Jearl Miles            | USA        | 50,21 s |
| 5     | Swetlana Gontscharenko | Russland   | 50,84 s |
| 6     | Sandra Myers           | Spanien    | 51,42 s |
| 7     | Renée Poetschka        | Australien | 51,49 s |
| 8     | Juliet Campbell        | Jamaika    | 51,65 s |

## Finale
Datum: 29. Juli 1996, 19:35 Uhr
| Platz | Name             | Nation      | Zeit    | Anmerkung |
| ----- | ---------------- | ----------- | ------- | --------- |
| 1     | Marie-José Pérec | Frankreich  | 48,25 s | OR        |
| 2     | Cathy Freeman    | Australien  | 48,63 s |           |
| 3     | Falilat Ogunkoya | Nigeria     | 49,10 s |           |
| 4     | Pauline Davis    | Bahamas     | 49,28 s |           |
| 5     | Jearl Miles      | USA         | 49,55 s |           |
| 6     | Fatima Yusuf     | Nigeria     | 49,77 s |           |
| 7     | Sandie Richards  | Jamaika     | 50,45 s |           |
| 8     | Grit Breuer      | Deutschland | 50,71 s |           |

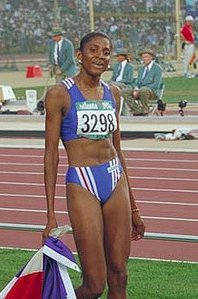
Mit olympischer Rekordzeit errang Marie-José Pérec ihre erste Goldmedaille in Atlanta – eine zweite kam später über 200 Meter hinzu

Für das Finale hatten sich zwei Nigerianerinnen und je eine Starterin aus Australien, von den Bahamas, aus Deutschland, Frankreich, Jamaika sowie den USA qualifiziert.
Favoritin auf die Goldmedaille war die Olympiasiegerin von 1992 und amtierende Weltmeisterin Marie-José Pérec aus Frankreich. Sie beabsichtigte, auch über 200 Meter zu starten und dort möglichst ebenfalls Gold zu gewinnen, ein Unterfangen, das vor ihr nur der US-Athletin Valerie Brisco-Hooks bei den Olympischen Spielen 1984 gelungen war. Weitere Medaillenkandidatinnen waren Vizeweltmeisterin Pauline Davis von den Bahamas, die US-amerikanische WM-Dritte Jearl Miles und die WM-Vierte Cathy Freeman, Australien.
Das Finalrennen wurde auf der ersten Hälfte von Pérec, Freeman und Davis bestimmt. Die führende Pérec wurde von Freeman in der Kurve stark unter Druck gesetzt, während Davis immer mehr an Boden verlor. Als es auf die Zielgerade ging, lag Pérec weiter an der Spitze knapp vor Freeman. Davis war noch Dritte, aber die beiden Nigerianerinnen Falilat Ogunkoya und Fatima Yusuf waren ihr auf den Fersen. Marie-José Pérec hatte am Ende die größeren Reserven und mit dem besseren Stehvermögen wurde sie Olympiasiegerin vor Cathy Freeman. Die Französin verbesserte dabei Olha Bryshinas Olympiarekord um vier Zehntelsekunden. Auch Freeman als Zweite unterbot die alte Rekordmarke. Als Dritte kam Falilat Ogunkoya vor Pauline Davis ins Ziel. Jearl Miles erlief sich mit einer starken Schlussgeraden noch Rang fünf vor Fatima Yusuf.
Drei Tage später gewann Marie-José Pérec auch den Wettkampf über 200 Meter und folgte damit Valerie Brisco-Hooks als Doppelsiegerin. Der US-Athlet Michael Johnson wurde in Atlanta ebenfalls Olympiasieger auf beiden langen Sprintstrecken.
Falilat Ogunkoya war die erste nigerianische Medaillengewinnerin.

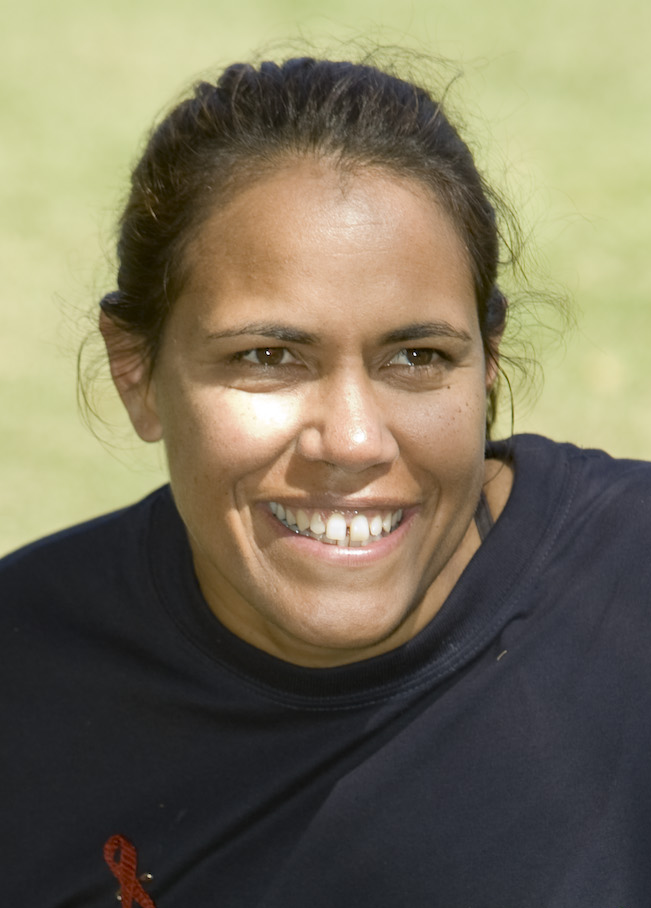
Silbermedaillengewinnerin Cathy Freeman – vier Jahre später wurde sie Olympiasiegerin
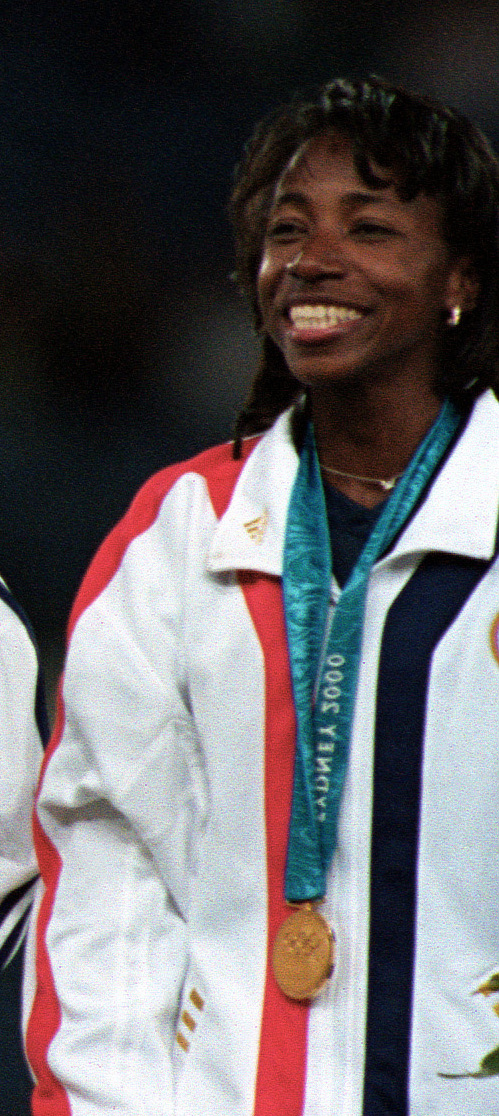
Jearl Miles (hier während der Siegerehrung bei den Spielen 2000, als sie Gold mit der US-Staffel gewann) belegte Rang fünf
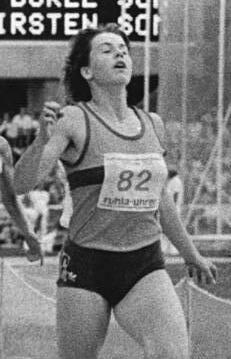
Achte in diesem Finale wurde Grit Breuer (hier als 400-MeterSiegerin bei den DDR-Meisterschaften 1989)

## Videolinks
- Women's 400m Final Atlanta Olympics 29-07-1996, youtube.com, abgerufen am 12. Januar 2022
- Women's 400m Final Atlanta Olympics 1996, youtube.com, abgerufen am 6. März 2018